# أنار قولييف
أنار قولييف (بالأذرية: Anar Quliyev) - رئيس اللجنة الحكومية للتنمية الحضرية والهندسة المعمارية في جمهورية أذربيجان.

## سيرة ذاتية
ولد أنار قولييف في مدينة باكو في عام 1977. تخرج من كلية الاقتصاد لأكاديمية الطيران الوطنية في جمهورية أذربيجان في عام 1999 على تخصص «اقتصاد وإدارة مجالات الإنتاج والخدمات»، هو مهندس وخبير اقتصادي.

## مشواره المهني
بدأ نشاته العمل كأخصائي في لجنة الممتلكات الدولة في عام 1999. وعمل كأخصائي رئيسي في وزارة الممتلكات بين 2000-2021،
كأخصائي رئيسي في وزارة الاقتصاد بين 2001-2005.
واصل حياته العمل كمدير القسم ونائب مدير القسم في مكتب الدولة للمحمية التاريخية والمعمارية «المدينة القديمة» التابعة «مجلس الوزراء».
منذ 2018 عمل كرئيس هيئة أركان اللجنة الحكومية للتنمية الحضرية والهندسة المعمارية في جمهورية أذربيجان.
تم تعيين أنار قولييف رئيس اللجنة الحكومية للتنمية الحضرية والهندسة المعمارية في جمهورية أذربيجان بموجب القرار رئيس جمهورية أذربيجان في 8 يناير عام 2020. كان يمنح أنار قولييف بميدالية «للتميز في الخدمة العامة» بأمر من رئيس إلهام علييف في 16 مايو عام 2014.